# Ebenaceae
Ebenaceae is een botanische naam, voor een familie van tweezaadlobbige planten. Deze familie is universeel geaccepteerd door systemen voor plantentaxonomie, en zo ook door het APG-systeem (1998) en het APG II-systeem (2003).
De familie bestaat voornamelijk uit het geslacht Diospyros (inclusief de soorten die vroeger onder Maba werden geclassificeerd) en verder uit het kleine geslacht Euclea. In APG II wordt ook het geslacht Lissocarpa toegevoegd. De meerderheid van de soorten is inheems in de tropen met een paar soorten die ook in gematigde klimaten voorkomen.
De traditionele plaatsing, bijvoorbeeld in het Cronquist-systeem (1981), van de familie is in de orde Ebenales, maar APG heeft die hele orde ingevoegd bij de Ericales.
Onder andere de volgende soorten worden in aparte artikelen behandeld:
- Zwarte zapote (Diospyros digyna)
- Mabolo (Diospyros discolor)
- Kaki (Diospyros kaki)
- Lotusboom (Diospyrus lotus)
- Jakhalsbes (Diospyros mespiliformis)
- Bergpersimoen (Diospyros montana)
- Diospyros sandwicensis
- Amerikaanse persimoen (Diospyros virginiana)